# WELCOME PLASTICS
WELCOME PLASTICSは、日本のニュー・ウェイヴ・テクノポップバンドであるプラスチックスの1stアルバム。
1980年1月にInvitationからリリースされた。

## 概要
プラスチックスのデビュー・アルバム。全ての歌詞は英語及びローマ字で書かれている。ただし全ての歌詞が英語として意味が通っているわけではなく、deliciousのように英単語を脈絡なく陳列しただけの楽曲も存在する。
当時プラスチックスは海外で人気を獲得していたため、本作はローリングストーン誌によるランキング「史上最も偉大なロックアルバム」において100位中19位にランクインしている。プラスチックスのメンバーである中西俊夫と島武実は本作を「一番好きなアルバム」と語っている。

## 楽曲解説
COPY
作詞:中西俊夫　作曲:立花ハジメ
プラスチックスの1stシングルにおける表題曲。英語ではなくローマ字の日本語による歌詞である。

## 収録曲
特記以外　全作詞：中西俊夫　全作曲：立花ハジメ。
| 全編曲: プラスチックス。 |                                                                  |                |                |       |
| #                        | タイトル                                                         | 作詞           | 作曲           | 時間  |
| 1.                       | 「Top Secret Man」                                               |                |                | 2:25  |
| 2.                       | 「Digital Watch」                                                | Chica/佐藤チカ |                | 2:29  |
| 3.                       | 「Copy」                                                         |                |                | 2:20  |
| 4.                       | 「I am Plastic」                                                 |                |                | 1:55  |
| 5.                       | 「I Wanna be Plastic」                                           | Chica/佐藤チカ |                | 1:30  |
| 6.                       | 「Can I Help Me?」                                               |                |                | 4:10  |
| 7.                       | 「Too Much Information」                                         |                |                | 2:17  |
| 8.                       | 「Welcome Plastics」(ジャッキー吉川とブルー・コメッツのカバー。) | 安井かずみ     | 井上忠夫       | 2:58  |
| 9.                       | 「I Love You, Oh No!」                                           | Chica/佐藤チカ |                | 4:16  |
| 10.                      | 「Robot」                                                        |                |                | 2:54  |
| 11.                      | 「Delicious」                                                    | Chica/佐藤チカ |                | 2:48  |
| 12.                      | 「Last Train to Clarksville」(The Monkees のカバー。)            | トミー・ボイス | ボビー・ハート | 3:03  |
| 13.                      | 「Deluxe」                                                       |                |                | 3:56  |
| 14.                      | 「Complex」                                                      |                |                | 5:21  |
| 合計時間:                | 合計時間:                                                        | 合計時間:      | 合計時間:      | 42:22 |

## 参加ミュージシャン
- 中西俊夫 - ボーカル、ギター
- 佐藤チカ - ボーカル
- 立花ハジメ- ギター
- 佐久間正英 - キーボード
- 島武実 - リズムマシン